# Distretto di Salaverry
Il distretto di  Salaverry è uno degli undici distretti della provincia di Trujillo, in Perù. Si trova nella regione di La Libertad e si estende su una superficie di 295,88  chilometri quadrati.